# Púchov (distrito)
O Distrito de Púchov (em eslovaco Okres Púchov) é uma unidade administrativa da Eslováquia, situado na região de Trenčín, com 45.761 habitantes (em 2001) e uma superfície de 375 km². Sua capital é a cidade de Púchov.

## Demografia
| Ano:        | 1994   | 2004   | 2014   | 2024   |
| ----------- | ------ | ------ | ------ | ------ |
| Broj ljudi: | 45 597 | 45 641 | 44 537 | 43 483 |
| Razlika:    |        | +0,09% | -2,41% | -2,36% |

| Ano:               | 2023   | 2024   |
| ------------------ | ------ | ------ |
| Número de pessoas: | 43 710 | 43 483 |
| Diferença:         |        | -0,51% |

## Cidades
- Púchov (capital)

## Municípios
| - Beluša - Dohňany - Dolná Breznica - Dolné Kočkovce - Horná Breznica | - Horovce - Kvašov - Lazy pod Makytou - Lednica - Lednické Rovne | - Lúky - Lysá pod Makytou - Mestečko - Mojtín - Nimnica | - Streženice - Visolaje - Vydrná - Záriečie - Zubák |